# Fangshan, Peking
Fangshan är ett stadsdistrikt i Pekings storstadsområde i Kina.
I distriktet är byn Zhoukoudian belägen, där fossil efter Pekingmänniskan grävdes fram 1921.
I Fangshan vid Dashifloden 43 km sydväst om centrala Peking finns Liuliheruinerna efter riket Yans första huvudstad från Västra Zhoudynastin.

## Administrativ indelning
Fangshan är indelat i åtta stadsdelsdistrikt, 14 köpingar (varav tre benämns områden) och sex socknar.:
Stadsdelsdistrikt:

- Chengguan (城关街道)
- Dongfeng (东风街道)
- Gongchen (拱辰街道)
- Xiangyang (向阳街道)
- Xilu (西潞街道)
- Xingcheng (星城街道)
- Xinzhen (新镇街道)
- Yingfeng (迎风街道)

Köpingar:

- Changgou (长沟镇)
- Changyang (长阳镇)
- Dashiwo (大石窝镇)
- Doudian (窦店镇)
- Hancunhe (韩村河镇)
- Hebei (河北镇)
- Qinglonghu (青龙湖镇)
- Shidu (十渡镇)
- Shilou (石楼镇)
- Yancun (阎村镇)
- Zhangfang (张坊镇)

Köpingar som benämns områden (地区): 

- Liangxiang (良乡地区)
- Liulihe (琉璃河地区)
- Zhoukoudian (周口店地区)

Socknar:

- Da’anshan (大安山乡)
- Fozizhuang (佛子庄乡)
- Nanjiao (南窖乡)
- Puwa (蒲洼乡)
- Shijiaying (史家营乡)
- Xiayunling (霞云岭乡)